# Liste over Canadas generalguvernører
Nedenfor følger en liste over Canadas generalguvernører
Embedet som Canadas generalguvernør består i at repræsentere den britiske monark i Canada. Af historiske årsager er den britiske monark også monark for Canada. Funktionerne som regent i Canada udøves gennem Canadas generalguvernør, der de facto er statsoverhoved i Canada. 
| Nr. | Navn                                                             | Leveår        | Udnævnt            | Fratrådt           |
| --- | ---------------------------------------------------------------- | ------------- | ------------------ | ------------------ |
| 1   | Charles Stanley Monck, 4. vicomte Monck                          | (1819 – 1894) | 1. juli 1864       | 14. november 1868  |
| 2   | John Young, 1. Baron Lisgar                                      | (1807 – 1876) | 2. februar 1869    | 21. juni 1872      |
| 3   | Frederick Hamilton-Temple-Blackwood, 1. marki af Dufferin og Ava | (1826 – 1902) | 25. juni 1872      | 22. oktober 1878   |
| 4   | John Douglas Sutherland Campbell, 9. hertug af Argyll            | (1845 – 1914) | 25. november 1878  | 22. oktober 1883   |
| 5   | Henry Petty-FitzMaurice, 5. marki af Lansdowne                   | (1845 – 1927) | 23. oktober 1883   | 25. maj 1888       |
| 6   | Frederick Stanley, 16. jarl af Derby, Lord Stanley af Preston    | (1841 – 1908) | 11. juni 1888      | 15. juli 1893      |
| 7   | John Hamilton-Gordon, 1. marki af Aberdeen og Temair             | (1847 – 1934) | 18. september 1893 | 11. november 1898  |
| 8   | Gilbert Elliot-Murray-Kynynmound, 4. jarl af Minto               | (1845 – 1914) | 12. november 1898  | 18. november 1904  |
| 9   | Albert Grey, 4. Earl Grey                                        | (1851 – 1917) | 10. december 1904  | 12. oktober 1911   |
| 10  | Prins Arthur, Hertug af Connaught                                | (1850 – 1942) | 13. oktober 1911   | 11. oktober 1916   |
| 11  | Victor Cavendish, 9. hertug af Devonshire                        | (1868 – 1938) | 11. november 1916  | 19. juli 1921      |
| 12  | Julian Byng, vicomte Byng of Vimy                                | (1862 – 1935) | 11. august 1921    | 29. september 1926 |
| 13  | Freeman Freeman-Thomas, 1. marki af Willingdon                   | (1866 – 1941) | 2. oktober 1926    | 16. januar 1931    |
| 14  | Vere Ponsonby, 9. jarl af Bessborough                            | (1880 – 1956) | 4. april 1931      | 29. september 1935 |
| 15  | John Buchan, 1. baron Tweedsmuir                                 | (1875 – 1940) | 4. november 1935   | 11. februar 1940   |
| 16  | Alexander Cambridge, 1. jarl af Athlone                          | (1874 – 1957) | 21. juni 1940      | 16. marts 1946     |
| 17  | Harold Alexander, 1. jarl Alexander af Tunis                     | (1891 – 1961) | 12. april 1946     | 28. januar 1952    |
| 18  | Vincent Massey                                                   | (1887 – 1967) | 28. februar 1952   | 14. september 1959 |
| 19  | Georges-Philéas Vanier                                           | (1888 – 1967) | 15. september 1959 | 5. marts 1967      |
| 20  | Roland Michener                                                  | (1900 – 1991) | 17. april 1967     | 13. januar 1974    |
| 21  | Jules Léger                                                      | (1913 – 1980) | 14. januar 1974    | 21. januar 1979    |
| 22  | Edward Schreyer                                                  | (1935 - )     | 22. januar 1979    | 13. maj 1984       |
| 23  | Jeanne Sauvé                                                     | (1922 – 1993) | 14. maj 1984       | 28. januar 1990    |
| 24  | Ramon John Hnatyshyn                                             | (1934 – 2002) | 29. januar 1990    | 7. februar 1995    |
| 25  | Roméo LeBlanc                                                    | (1927 - )     | 8. februar 1995    | 7. oktober 1999    |
| 26  | Adrienne Clarkson                                                | (1939 - )     | 8. oktober 1999    | 26. september 2005 |
| 27  | Michaëlle Jean                                                   | (1957 - )     | 27. september 2005 | 1. oktober 2010    |
| 28  | David Lloyd Johnston                                             | (1941 - )     | 1. oktober 2010    | 2. oktober 2017    |
| 29  | Julie Payette                                                    | (1963 - )     | 2. oktober 2017    | nuværende          |

## Administratorer
I perioder hvor embedet har vært ubesat, har følgende administreret dette:
- Lyman Poore Duff (1931 og 1940)
- Thibaudeau Rinfret (1952)
- Robert Taschereau (1966/67)